# Leśnicki Potok
Leśnicki Potok, Leśny Potok (słow. Lesnický potok) – prawy dopływ Dunajca uchodzący do niego w końcowej części pienińskiego przełomu tej rzeki. Cały tok w granicach Słowacji.
Źródła Leśnickiego Potoku znajdują się na wysokości ok. 675 m n.p.m. na zachodnich zboczach grzbietu, opadającego od Wysokiego Wierchu na południe, ku Przełęczy pod Tokarnią. Płynie w kierunku północno-zachodnim przez słowacką wieś Leśnicę, w środkowym biegu (wśród zabudowy) uregulowanym korytem. Uchodzi do Dunajca na wysokości 429 m n.p.m., tworząc głęboki przełom, o bardzo stromych ścianach pomiędzy skałami o nazwach Sama Jedna oraz Wylizana i Bystrzyk. Potok płynie w nim ciasnym wąwozem o wysokich, niemal pionowych ścianach.
Do Leśnickiego Potoku prowadzi od Szczawnicy popularny szlak spacerowy – Droga Pienińska. U ujścia potoku, pod Wylizaną, odchodzi od niej biegnąca wzdłuż potoku droga do Leśnicy. Przed 1967 rokiem była jedyną drogą prowadzącą do tej miejscowości (nim wybudowano drogę do Wielkiego Lipnika). Po drodze do Leśnicy jest schronisko (hotel górski) Chata Pieniny.
Przy ujściu Leśnickiego Potoku do Dunajca rośnie duża populacja rzadkiej w Karpatach rośliny – omanu wąskolistnego.

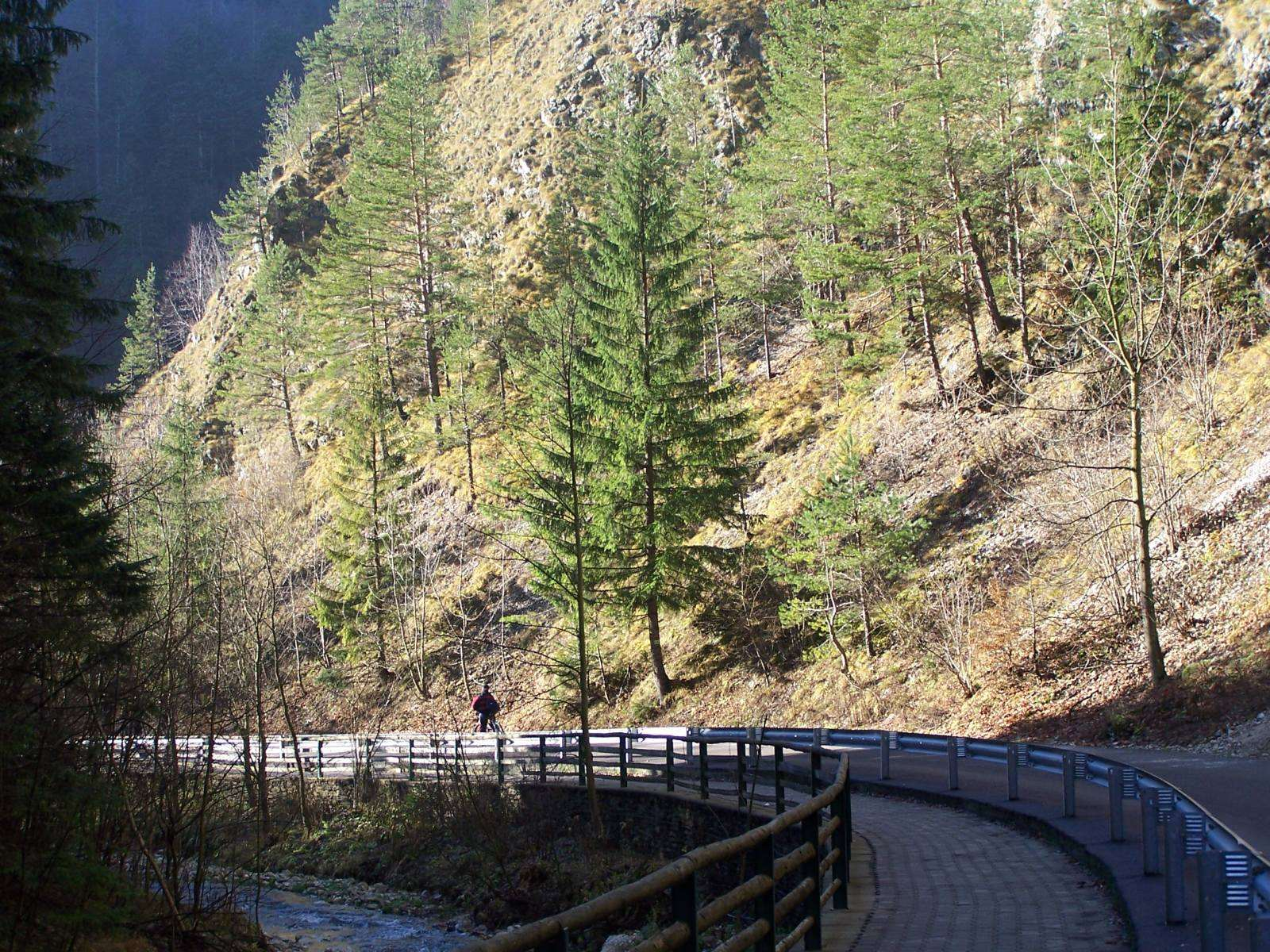
Leśny Potok i prowadząca wzdłuż niego droga i ścieżka

Znakowane szlaki turystyki pieszej
  niebieski od Drogi Pienińskiej, wzdłuż potoku przez Leśnicę i przełęcz Limierz (Targov) do Czerwonego Klasztoru.